# Вулиця Архітектора Городецького
Ву́лиця Архіте́ктора Городе́цького — вулиця у Печерському районі міста Києва, місцевість Садиба Мерінга. Пролягає від вулиці Хрещатик до площі Івана Франка.
Прилучаються вулиці Заньковецької та Ольгинська.

## Історія
Вулиця виникла 1895 року у зв'язку з розплануванням забудовою колишнього саду та садиби професора Київського університету Фрідріха Мерінга як одна із новопрокладених вулиць, під назвою Миколаївська, яку отримала на честь імператора Миколи ІІ.
У березні 1919 року отримала назву вулиця Маркса, у вересні 1919 року вулиці повернено попередню назву, з січня 1920 року — вулиця Карла Маркса. Цю назву підтверджено 1944 року (під час німецької окупації міста у 1941–1943 роках вулиця знову мала назву Миколаївська).
Сучасну назву вулиця отримала 1996 року — на відзнаку ролі Владислава Городецького у формуванні архітектурного обличчя цієї частинки міста.

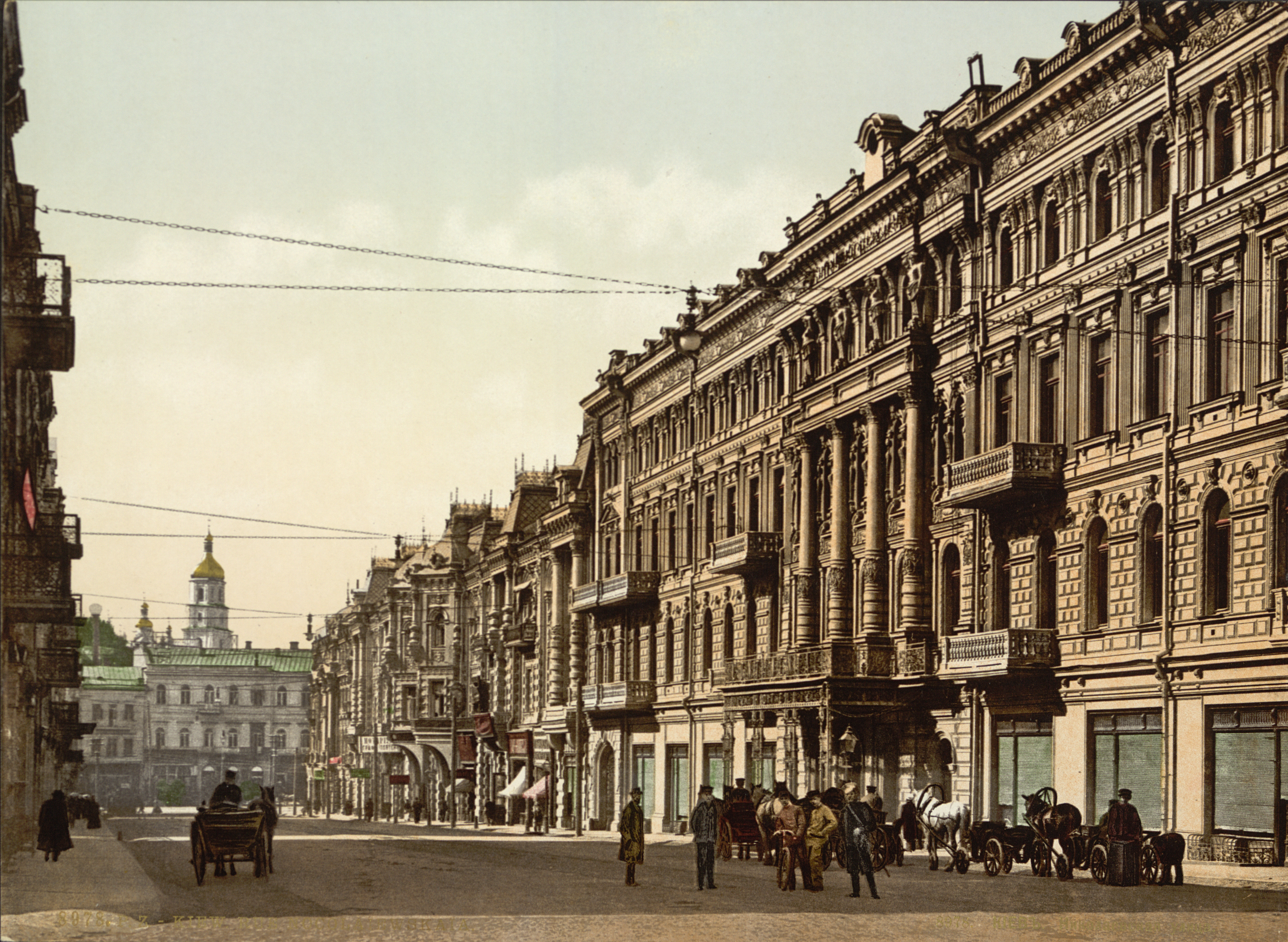
Миколаївська вулиця, початок ХХ століття
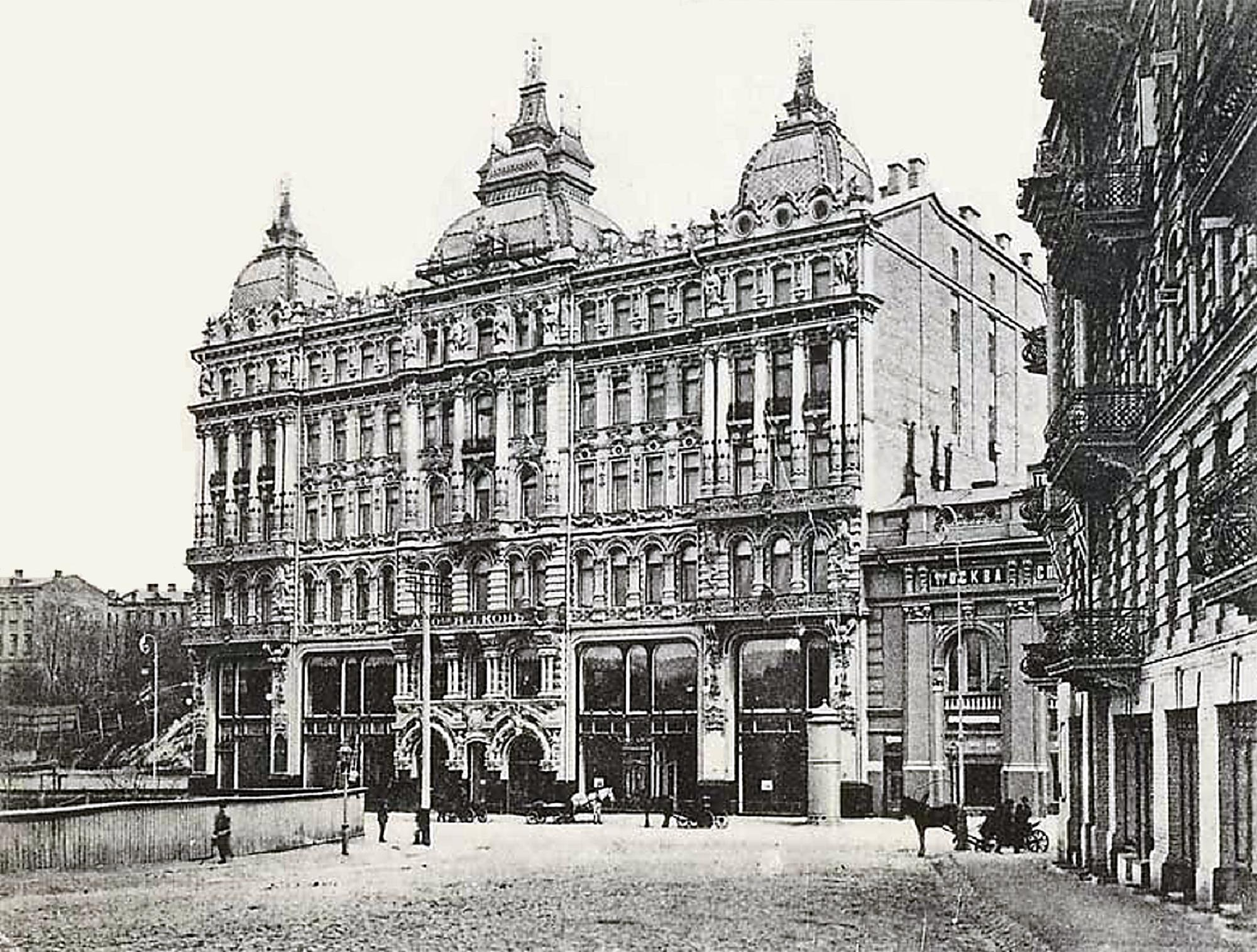
Будинок Гінзбурга (буд. № 9)
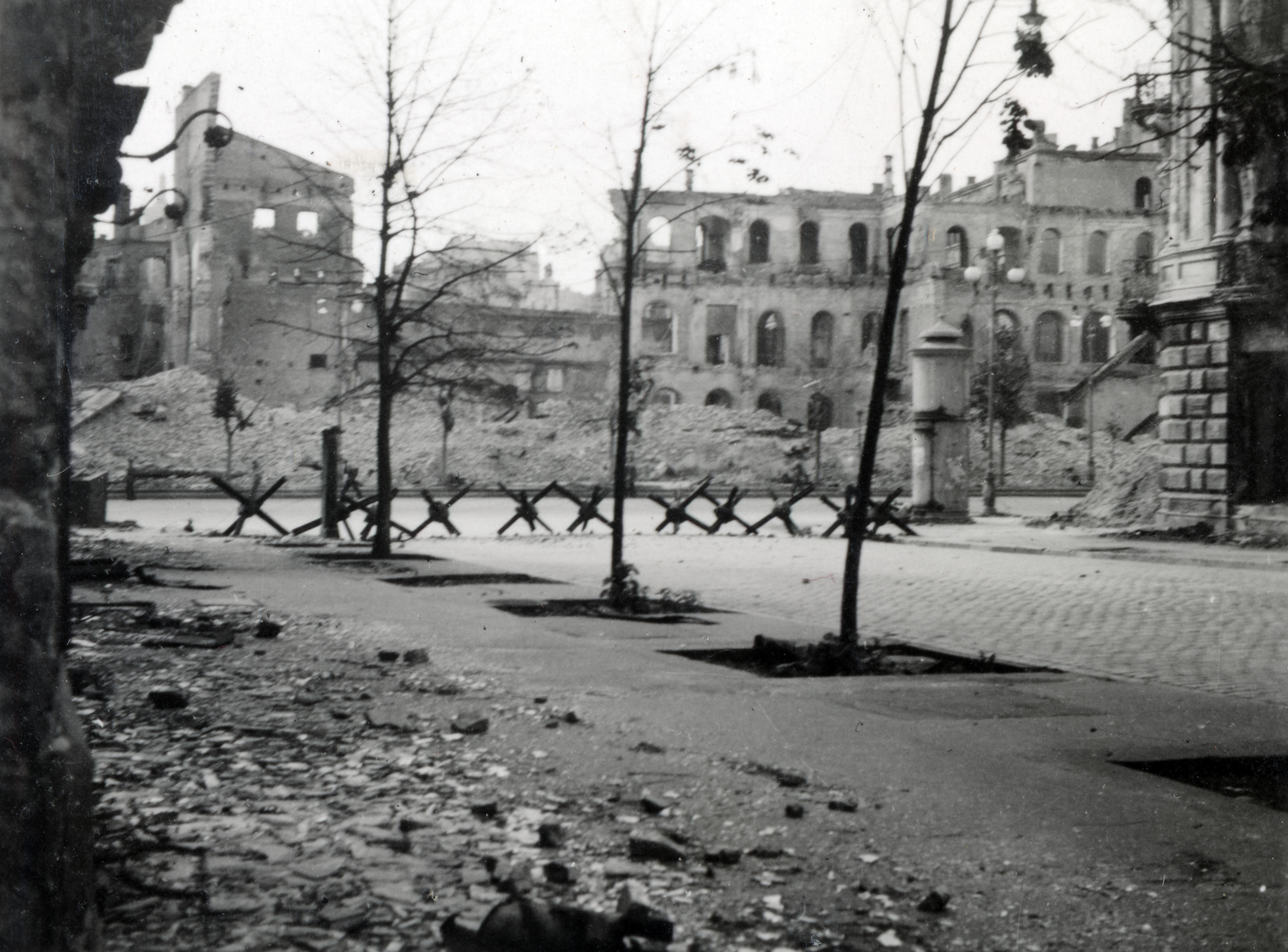
Перехрестя Миколаївської вулиці та Хрещатика, 1942 рік

## Забудова
Забудова вулиці здійснювалася протягом 5–7 років високопрофесійними архітекторами — Георгієм Шлейфером, Едуардом Брадтманом та Владиславом Городецьким. Одразу ж вулицю було забруковано високоякісною бруківкою.
Вже до 1897 року частина вулиці була забудована — як житловими прибутковими будинками, так і будівлями іншого призначення-готелю «Континенталь», будинку товариства «Работник», меблевої фабрики Йосипа Кімаєра.
1903 року на згині вулиць з'явилася унікальна будівля цирку Крутикова — єдина на той час у Європі двоповерхова будівля цирку.
Так на початок XX століття склався унікальний ансамбль розкішних житлових та громадських будівель, що не мав аналогів у місті. Недаремно цей куточок міста в наш час назвали «Київський Париж».
На жаль, воєнні роки завдали ряду непоправних втрат місту — було майже повністю знищено забудову Хрещатика, постраждали й прилеглі вулиці, зокрема й ця. Так, було знищено будівлю цирку Крутикова (№ 7), наріжні будинки № 1, 2 та будинок № 3, в якому в свій час мешкав Владислав Городецький, постраждали й майже усі інші будинки (будинки згоріли, проте по війні їх було відновлено). Частково вдалося відновити будівлю готелю «Континенталь».
По війні спалені будинки було відновлено. На місці знищеного цирку Крутикова 1964 року було збудовано будівлю кінотеатру «Україна», яка, сама по собі цікава за архітектурою, проте, на жаль, не вписується у забудову вулиці.

## Персоналії
У готелі «Континенталь» зупинялися Володимир Маяковський, Олександра Коллонтай та багато вітчизняних та закордонних артистів. У цирку Крутикова, завдяки чудовій акустиці, організовувалися концерти видатних співаків — Федора Шаляпіна, Леоніда Собінова, Марії Литвиненко-Вольгемут, поляка Адама Дідура, італійців Тітти Руффо, Маттіа Баттістіні та інших.
У будинку № 11 мешкав український актор Мар'ян Крушельницький.

## Меморіальні та анотаційні дошки

Меморіальна дошка Олегові Тимошенку

Меморіальна дошка Наталії Ужвій

У будинку консерваторії (буд. № 1) розміщені численні меморіальні дошки на честь митців, які викладали у цьому закладі: Івана Алексєєва (ауд. 67), Григорія Верьовки (ауд. 34), Михайла Вериківського (ауд. 48), Зої Гайдай (ауд. 58), Марка́ Геліса (ауд. 67), Богдана Гнидя (ауд. 51), Олексія Горохова (ауд. 50), Надії Горюхіної (ауд. 42), Марії Донець-Тессейр (ауд. 20), Дометія Євтушенка (ауд. 34), Наталії Захарченко (ауд. 20), Пилипа Козицького (ауд. 41), Арсенія Котляревського (малий зал), Михайла Кречка (ауд. 52), Зої Ліхтман (ауд. 32), Лілії Лобанової (ауд. 51), Бориса Лятошинського (ауд. 34), Івана Ляшенка (ауд. 42), Костянтина Огнєвого (ауд. 34), Галини Паторжинської (ауд. 50), Івана Паторжинського (ауд. 34), Юрія Полянського (ауд. 37), Андрія Проценка (ауд. 54), Левка Ревуцького (ауд. 34), Володимира Тимохіна (ауд. 28), Єлизавети Чавдар, Вадима Червова (ауд. 37), Андрія Штогаренка (ауд. 34), Вільгельма Яблонського (ауд. 54), Арнольда Янкелевича (ауд. 60), Івана Яшкевича (ауд. 71).
Також на сходах консерваторії встановлено меморіальну дошку із подякою Сергієві Рахманінову за сприяння в реорганізації Київського музичного училища у Консерваторію.
- буд. № 3 — меморіальна дошка на честь народного артиста України, академіка, ректора Національної музичної академії України ім. П. І. Чайковського, професора Олега Тимошенка, який працював у цьому будинку в 1982–2004 роках. Виготовлена у вигляді бронзового барельєфу за проектом скульптора Анатолія Валієва та архітектора Юрія Подгородецького. Встановлена 10 вересня 2012 року.
- буд. № 11-А — меморіальна дошка на честь народного артиста СРСР Мар'яна Крушельницького, який мешкав у цьому будинку в 1955–1963 роках. Виготовлена у вигляді бронзового барельєфу за проектом скульптора Бориса Климушка та архітектора А. І. Кулагіна. Відкрита 20 квітня 1967 року.
- буд. № 12 — меморіальна дошка на честь професора Юрія Квітницького-Рижова (1921–1993), який жив і працював у цьому будинку. Виготовлена у вигляді бронзового горельєфу.
- буд. № 12/2/3 — меморіальна дошка на честь композитора Аркадія Філіпенка (1912–1983), який мешкав у цьому будинку в 1977–1983 роках. Виготовлена у вигляді бронзового горельєфу за проектом скульптора М. Алексеєнка, архітектора Г. Кислого. Встановлена у 1988 році.
- буд. № 17/1 — меморіальна дошка на честь вченої-філолога Галини Кириченко, яка мешкала і працювала у цьому будинку в 1966–1998 роках. Виготовлена у вигляді бронзового барельєфу, встановлена у 2011 році.
- буд. № 17/1 — меморіальна дошка на честь артистки театру і кіно Наталії Ужвій (1898–1986), яка жила у цьому будинку в 1950–1986 роках. Виготовлена з граніту, відкрита 27 березня 2007 року.

## Пам'ятки архітектури

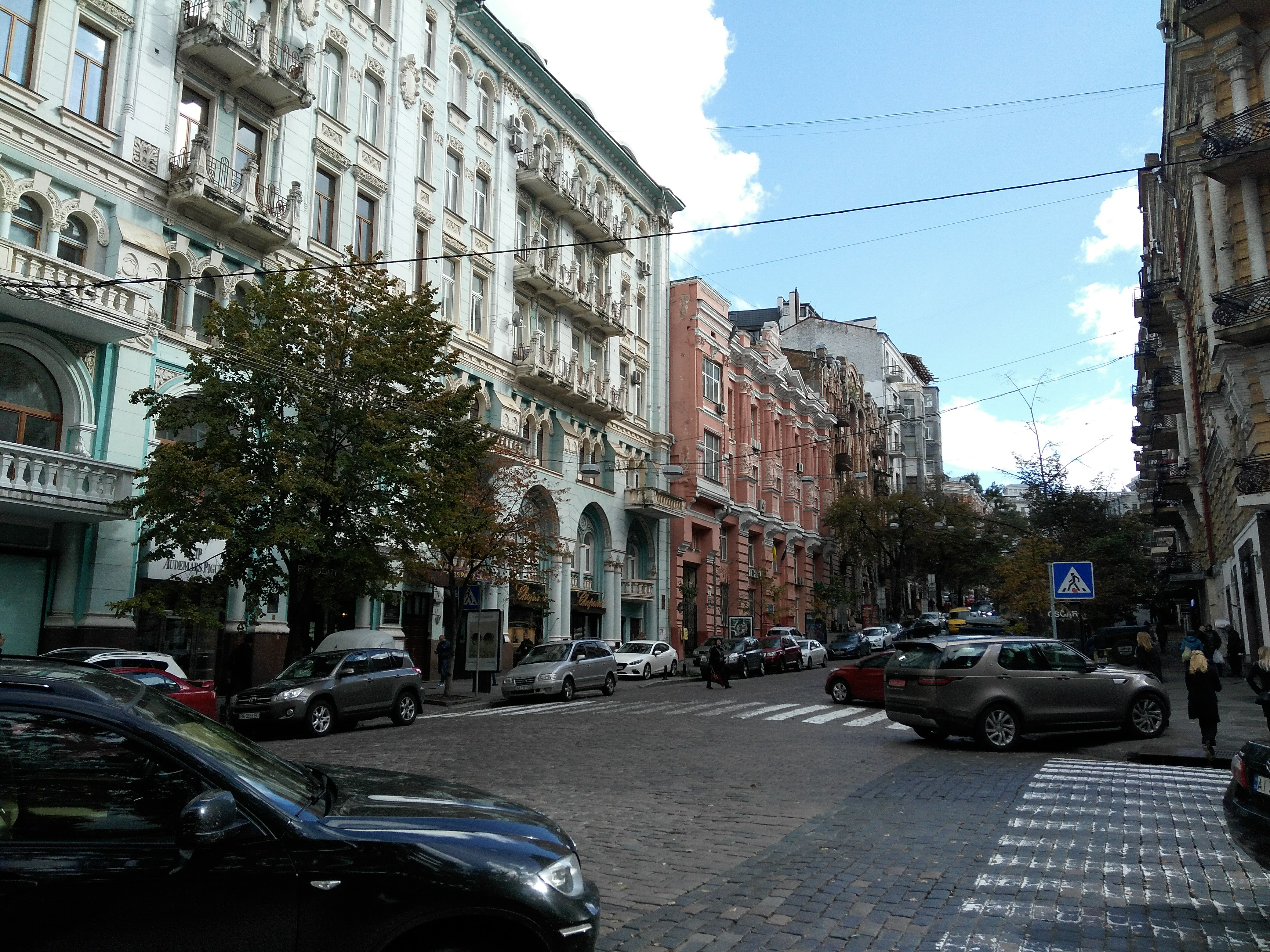
Вулиця Архітектора Городецького (2017 рік)

- № 1–3/11 — Національна музична академія України ім. П. Чайковського (колиш. Київська консерваторія), спочатку готель «Континенталь» (1895–1897, архітектори Георгій Шлейфер, Владислав Городецький та Едуард Брадтман; 1950-ті рр., відновлення, архітектори Л. Каток, Я. Красний, М. Ліберберг)[5];
- №№ 4, 6 — прибуткові будинки (1897) генерала Баскакова[ru]: історизм з елементами неоренесансу;
- № 9 — будинок Гінзбурга (1900–1901, архітектори Георгій Шлейфер та Едуард Брадтман)[6];
- № 10/1 (ріг вулиці Заньковецької) — прибутковий будинок купчихи М. В. Почтар (1900, архітектор Микола Яскевич)[7];
- № 11а — будинок товариства «Работник» (1896, архітектор Владислав Городецький; надбудова 1911, архітектор Едуард Брадтман)[8];
- № 12/2/3 (ріг площі Івана Франка та вулиці Богдана Ступки) — прибутковий будинок А. Ф. Берлінера (1909, архітектор Микола Яскевич);
- № 13 — прибутковий будинок з торговим домом Йосифа Кімаєра; нині головна будівля Міністерства юстиції України (1897, архітектори Мартін Клуг та Владислав Городецький)[9];
- № 15 — будинок барона Гессельбейна (початок XX століття)[10];
- № 17/1, ріг Ольгинської вулиці — прибутковий будинок Всеволода Демченка (1909, архітектор Іван Бєляєв)[11].

## Цікаві факти і події
У будинку колишньої меблевої фабрики Йосипа Кімаєра у травні 1970 року облаштовано вхід до станції метро «Хрещатик».

### Звід пам'яток історії та культури України
- Гаврилюк Лариса, Скібіцька Тетяна. Житловий будинок 1909, в якому проживали Пономаренко Є. П., Ужвій Н. М. // Звід пам'яток історії та культури України: Енцикл. вид.: У 28 т. / Редкол.: В. А. Смолій (голова) та ін. — К.: Голов. ред. Зводу пам'яток історії та культури при вид-ві «Українська Енциклопедія» ім. М. П. Бажана, 1999. — Кн. 1. — Ч. І. — Київ. — С. 319–320
- Кальницький Михайло, Коваленко Ніна, Лисенко Іван, Скібіцька Тетяна. Київська консерваторія (Національна музична академія України ім. П. Чайковського). кін. 19–20 ст. // Звід пам'яток історії та культури України: Енцикл. вид.: У 28 т. / Редкол.: В. А. Смолій (голова) та ін. — К.: Голов. ред. Зводу пам'яток історії та культури при вид-ві «Українська Енциклопедія» ім. М. П. Бажана, 1999. — Кн. 1. — Ч. І. — Київ. — С. 320–321
- Кальницький Михайло, Малаков Дмитро, Скібіцька Тетяна. Житловий будинок 1900–1901, в якому проживав Зілов П. О. // Звід пам'яток історії та культури України: Енцикл. вид.: У 28 т. / Редкол.: В. А. Смолій (голова) та ін. — К.: Голов. ред. Зводу пам'яток історії та культури при вид-ві «Українська Енциклопедія» ім. М. П. Бажана, 1999. — Кн. 1. — Ч. І. — Київ. — С. 318–319
- Кальницький Михайло, Осташко Тетяна, Попович Сергій, Скібіцька Тетяна. Будинок сільськогосподарського кооперативу «Робітник» в якому містилися військові міністерства Української Держави та Української Народної Республіки, проживали Вєтров Ю. О., Греків О. П., Крушельницький М. М., Плехов М. Д. // Звід пам'яток історії та культури України: Енцикл. вид.: У 28 т. / Редкол.: В. А. Смолій (голова) та ін. — К.: Голов. ред. Зводу пам'яток історії та культури при вид-ві «Українська Енциклопедія» ім. М. П. Бажана, 1999. — Кн. 1. — Ч. І. — Київ. — С. 316–317
- Кальницький Михайло, Толочко Лариса. Городецького Архітектора вулиця, рубіж 19–20 ст. // Звід пам'яток історії та культури України: Енцикл. вид.: У 28 т. / Редкол.: В. А. Смолій (голова) та ін. — К.: Голов. ред. Зводу пам'яток історії та культури при вид-ві «Українська Енциклопедія» ім. М. П. Бажана, 1999. — Кн. 1. — Ч. І. — Київ. — С. 315–316
- Кальницький Михайло. Житловий будинок, в якому проживав Любомирський Г. Л. // Звід пам'яток історії та культури України: Енцикл. вид.: У 28 т. / Редкол.: В. А. Смолій (голова) та ін. — К.: Голов. ред. Зводу пам'яток історії та культури при вид-ві «Українська Енциклопедія» ім. М. П. Бажана, 1999. — Кн. 1. — Ч. І. — Київ. — С. 319
- Малаков Дмитро, Скібіцька Тетяна. Торговельний будинок меблевої фірми Й. Кімаєра, 1895–97 // Звід пам'яток історії та культури України: Енцикл. вид.: У 28 т. / Редкол.: В. А. Смолій (голова) та ін. — К.: Голов. ред. Зводу пам'яток історії та культури при вид-ві «Українська Енциклопедія» ім. М. П. Бажана, 1999. — Кн. 1. — Ч. І. — Київ. — С. 321
- Скібіцька Тетяна. Житловий будинок, поч. 20 ст. // Звід пам'яток історії та культури України: Енцикл. вид.: У 28 т. / Редкол.: В. А. Смолій (голова) та ін. — К.: Голов. ред. Зводу пам'яток історії та культури при вид-ві «Українська Енциклопедія» ім. М. П. Бажана, 1999. — Кн. 1. — Ч. І. — Київ. — С. 317–318

### Відео
- Старий Київ. Вулиця Архітектора Городецького — київський Париж на YouTube
- Старий Київ. Творчий оазис на вулиці Архітектора Городецького на YouTube